# Chenopodium pallidicaule
Chenopodium pallidicaule, conegut del quítxua com cañihua, canihua o cañahua i també com kaniwa, és una espècie de planta similar en característiques i usos a la quinoa (Chenopodium quinoa).
La cañihua és una planta nativa dels Andes, amb més de 200 varietats i es cultiva a l'Altiplà andí des de fa mil·lennis.

## Descripció
La cañihua és una planta herbàcia anual. N'hi ha dos tipus segons el seu embrancament: lasta que és molt embrancada i saguia que té menys branques i és més erecta. Fa de 20 a 60 cm d'alt i, per tant, és més curta que la seva estretament emparentada, la quinoa.
Les flors, petites i sense pètals, es presenten en una inflorescència terminal.
Els fruits són foscos i petits amb llavors d'entre 0,5 a 1,5 mm de diàmetre.

## Usos
De les llavors de la cañihua fàcilment se'n fa una farina i es pot torrar formant l'anomenat cañihuaco. El cañihuaco té gust de nous i es pot mesclar amb aigua o llet pel desdejuni. També se'n pot fer pa o pasta entre d'altres possibilitats.

## Valor nutritiu
Els conreus indígenes andins, quinoa (Chenopodium quinoa), kiwicha (Amaranthus caudatus) i la cañihua tenen un alt valor nutritiu pel seu contingut en proteïna (15.3%) i la fibra dietètica. També tenen força més calci, ferro i zinc que els cereals corrents.

## Conreu
Aquesta planta suporta gelades de fins -10 °C, les seves flors només toleren fins -3 °C Als Andes pot créixer des dels 1.500 als 4.400 m d'altitud i suporta força la secada i els sòls prims, alcalins, salins o àcids. En secà necesita entre 500 i 800 litres de pluja. El seu cicle de cultiu és de 95 a 150 dies i el seu zero vegetatiu s'inicia amb 5 °C